# 大华行知公园
大华行知公园位于上海市宝山区大华社区内，是上海市第一个社区体育主题公园。
公园占地约5.8公顷，南北长330米左右，东西宽约174米。东临真华路，北至华灵路，南靠武威东路，西侧紧邻大华梦公园之枫庭丽苑。正门位于真华路1105号，侧门位于华灵路1784号。
园区分为三个部分，南区为上海市陶行知纪念馆，中央区域为休闲娱乐健身场所，北区为体育会馆，包括露天游泳池和网球场。

## 大事记
- 2002年5月1日，公园正式对外开放;
- 2002年5月1日，公园体育会馆正式对外开放;
- 2002年10月1日，上海陶行知纪念馆迁入公园后，正式开放。

## 公园特色
- 环园健行道 - 起点近公园正门北侧，以顺时针方向沿道行走至终点（近公园正门南侧），总计800步，每100步处有标识牌提示。
- 雕塑 - 名称：“教人求真”；作者：赵志荣；材质：铸铜；落成时间：2002年12月24日

## 开放时间
- 平时：上午06:00-下午18:00
- 夏令：上午05:00-下午20:00

## 门票
- 自2005年4月1日起免费

## 交通
- 上海公交：78路、112路、159路、510路、547路、738路和762路